# Troglodyte à sourcils roux
Troglodytes rufociliatus
Espèce
Statut de conservation UICN

 LC  : Préoccupation mineure
Le Troglodyte à sourcils roux (Troglodytes rufociliatus) est une espèce d'oiseau de la famille des Troglodytidae.
Son aire s'étend de l'État de Chiapas au nord-ouest du Nicaragua.